# Ceratozamia alvarezii
Ceratozamia alvarezii — вид голонасінних рослин класу саговникоподібні (Cycadopsida).
Етимологія: названий на честь мексиканського захисника природи Мігеля Альвареса дель Торо.

## Опис
Рослини без гілок; стовбур 10–50 см довжиною, 9–18 см діаметром. Листків 4–18 в кроні. Паростки бронзові, червоні або шоколадно-коричневі. Листки темно-зелені, напівглянсові, 50–110 см завдовжки, плоскі; черешок довжиною 14–42 см. Пилкові шишки жовто-зелені (до кремових), вузько яйцювато-циліндричні, довжиною 11–31 см, 2,5–4,5 см діаметром.; плодоніжка довжиною 4–5 см; мікроспорофільна пластинка 14–17 мм завдовжки, 6–9 мм шириною. Насіннєві шишки коричневі, яйцювато-циліндричні, завдовжки 14.5–19 см, 5.7–10.5 см діаметром; плодоніжка 4.5–6.5 см завдовжки, мегаспорофіли 28–45 мм. Насіння яйцеподібне, 17–25 мм завдовжки, 17–20 мм завширшки; саркотеста біла, при старінні стає коричневою.

## Поширення, екологія
Країни поширення: Мексика (Чьяпас). Цей вид росте у вологих сосново-дубових лісах з папороттю на родючому шарі землі.

## Загрози та охорона
Цей вид вважається під загрозою зникнення через втрату середовища проживання оскільки ліси вирубуються для сільського господарства. Браконьєрство рослин також є загрозою. Рослини зустрічаються у заповіднику англ. La Sepultura Biosphere Reserve.